# 国鉄タム4600形貨車
国鉄タム4600形貨車（こくてつタム4600がたかしゃ）は、かつて日本国有鉄道（国鉄）に在籍した私有貨車（タンク車）である。
本形式と同一の専用種別であるタム5300形、タキ9500形についても本項目で解説する。

## タム4600形
タム4600形は、トリオール専用の15t 積タンク車として1953年（昭和28年）6月24日に2両（タム4600・タム4601）が日本車輌製造、同年9月12日に1両（タム4602）が若松車輌にてそれぞれ製作された。
本形式の他にトリオールを専用種別とする形式にはタム5300形（後記）、タキ9500形（後記）の2形式が存在した。
落成時の所有者は全車三井化学工業であったが1968年（昭和43年）10月21日に三井東圧化学へ名義変更された。
落成時の軸ばね支持方式は一段リンク式であったが貨物列車の最高速度引き上げが行われた1968年（昭和43年）10月1日ダイヤ改正対応のため二段リンク式に改造された。
1979年（昭和54年）10月より化成品分類番号「燃31」（燃焼性の物質、引火性液体、危険性度合2（中））が標記された。
車体色は黒色、寸法関係は全長は8,050mm、全幅は2,480mm、全高は3,674mm、軸距は3,900mm - 4,000mm、実容積は17.3m3、自重は10.9t - 11.4t、換算両数は積車2.6、空車1.0であった。
1984年（昭和59年）10月31日に最後まで在籍した2両（タム4601・タム4602）が廃車となり同時に形式消滅となった。

## タム5300形
1958年（昭和33年）10月3日にタム3250形より1両（タム3333）の専用種別がトリオールに変更され形式名は新形式であるタム5300形とされた。1961年（昭和36年）3月24日には、日本車輌製造にて2両（タム5301・タム5302）が新規に製作された。
落成時の所有者は、関東タール製品（現在の東京ガスケミカル）、日本石油輸送の2社であった。日本石油輸送所有車は1963年（昭和38年）5月10日に住友化学工業へ名義変更されたが翌1964年（昭和39年）10月26日に日本石油輸送へ復帰した。同年12月28日にはタム8800形（タム8800・タム8801）へ改造された。
1979年（昭和54年）10月より化成品分類番号「燃31」（燃焼性の物質、引火性液体、危険性度合2（中））が標記された。
車体色は黒色、寸法関係は全長は7,900mm、全幅は2,230mm、全高は3,767mm、軸距は3,900mm、実容積は18.3m3、自重は11.0t、換算両数は積車2.6、空車1.2であり、走り装置は二段リンク式であった。
1987年（昭和62年）4月の国鉄分割民営化時には1両（タム5300）の車籍がJR貨物に継承されたが、1992年（平成4年）7月に廃車となり同時に形式消滅となった。

## タキ9500形
タキ9500形は、トリオール専用の30t 積タンク車として1962年（昭和37年）6月20日に1両（タキ9500）のみが富士重工業にて製作された。
所有者は伊藤忠商事であり、その常備駅は常磐線の勿来駅であった。
車体色は黒色、寸法関係は全長は12,400mm、全幅は2,530mm、全高は3,882mm、台車中心間距離は8,300mm、実容積は34.9m3、自重は17.5t、換算両数は積車4.5、空車1.8であり、台車はベッテンドルフ式のTR41Cであったがその後TR41Dに改造された。
1973年（昭和48年）6月26日に廃車となり同時に形式消滅となった。車齢11年と短命な形式であった。